# ノンフィクション (平井堅の曲)
「ノンフィクション」は、平井堅の42枚目のシングル。2017年6月7日にアリオラジャパンから発売された。

## 概要
CD発売に先駆けて5月14日から先行配信され、主要音楽配信サイト（iTunes、レコチョク、mora、オリコン、TSUTAYAなど）で軒並みデイリーランキング1位を獲得した。
表題曲「ノンフィクション」は、TBS系日曜劇場『小さな巨人』（2017年4月16日 - 6月18日）の主題歌のオファーを受けた平井が、ドラマの脚本を読んで書き下ろした楽曲。彼の自殺した友人への思いと共に作られた。平井が日曜劇場の主題歌を手がけるのは2011年『JIN-仁- 完結編』の「いとしき日々よ」、2015年『ナポレオンの村』の「君の鼓動は君にしか鳴らせない」に続き3度目となり、山下達郎が2019年に『グランメゾン東京』の「RECIPE (レシピ)」を発表するまで、過去最多タイだった。
田辺秀伸が監督したミュージックビデオは夜の遊園地で撮影され、歌い上げる平井の周りを舞踏家の工藤丈輝が歌詞の世界観を体現するかのように舞う作品に仕上がっている。
2024年11月時点でYouTubeでの再生回数は4,400万回となり、平井堅のYouTube上で最も再生されている楽曲である。
この曲で6年ぶりに8度目のNHK紅白歌合戦出場となった。

## 収録曲
| #  | タイトル                                 | 作詞     | 作曲   | 編曲               | 時間 |
| -- | ---------------------------------------- | -------- | ------ | ------------------ | ---- |
| 1. | 「ノンフィクション」                     | 平井堅   | 平井堅 | 亀田誠治           | 4:35 |
| 2. | 「Brand New Bike」                       | 藤林聖子 | 田中直 | 田中直             | 3:26 |
| 3. | 「魔法って言っていいかな? (VaVa Remix)」 | 平井堅   | 平井堅 | VaVa（リミックス） | 3:22 |

| #   | タイトル                                                                                     | 作詞   | 作曲   | 編曲                      | 時間 |
| --- | -------------------------------------------------------------------------------------------- | ------ | ------ | ------------------------- | ---- |
| 1.  | 「ノンフィクション」                                                                         | 平井堅 | 平井堅 | 亀田誠治                  | 4:35 |
| 2.  | 「ノンフィクション」(less vocal)                                                             | 平井堅 | 平井堅 | 亀田誠治                  | 4:36 |
| 3.  | 「style」(2017 Special Live!! 「THE STILL LIFE」 at 日本武道館 April 2017)                   |        |        | Kazco（コーラスアレンジ） | 4:25 |
| 4.  | 「ソレデモシタイ」(2017 Special Live!! 「THE STILL LIFE」 at 日本武道館 April 2017)          |        |        | Kazco（コーラスアレンジ） | 3:54 |
| 5.  | 「魔法って言っていいかな?」(2017 Special Live!! 「THE STILL LIFE」 at 日本武道館 April 2017) |        |        | Kazco（コーラスアレンジ） | 4:08 |
| 6.  | 「Unfit In love」(2017 Special Live!! 「THE STILL LIFE」 at 日本武道館 April 2017)           |        |        | Kazco（コーラスアレンジ） | 4:48 |
| 7.  | 「僕の心をつくってよ」(2017 Special Live!! 「THE STILL LIFE」 at 日本武道館 April 2017)      |        |        | Kazco（コーラスアレンジ） | 4:18 |
| 8.  | 「ほっ」(2017 Special Live!! 「THE STILL LIFE」 at 日本武道館 April 2017)                    |        |        | Kazco（コーラスアレンジ） | 4:28 |
| 9.  | 「Missionary」(2017 Special Live!! 「THE STILL LIFE」 at 日本武道館 April 2017)              |        |        | Kazco（コーラスアレンジ） | 5:24 |
| 10. | 「かわいいの妖怪」(2017 Special Live!! 「THE STILL LIFE」 at 日本武道館 April 2017)          |        |        | Kazco（コーラスアレンジ） | 4:22 |
| 11. | 「KISS OF LIFE」(2017 Special Live!! 「THE STILL LIFE」 at 日本武道館 April 2017)            |        |        | Kazco（コーラスアレンジ） | 5:53 |
| 12. | 「ノンフィクション」(2017 Special Live!! 「THE STILL LIFE」 at 日本武道館 April 2017)        |        |        |                           | 4:51 |

## 演奏
ノンフィクション
- 石成正人：Acoustic Guitar
- 亀田誠治：Bass
- 河村"カースケ"智康：Drums
- 山本拓夫：Blues Harp
- 今野均：Violin
- 藤堂昌彦：Violin
- 生野正樹：Viola
- 西方正輝：Cello